# 首陽陵
首陽陵中国魏文帝曹丕及其文德郭皇后的合葬陵园，位于河南省偃师市南蔡庄东北邙山。南对首阳山。即西晋皇陵区以东，靠近邙山下。其内涵待考。